# Munna spinifera
Munna spinifera är en kräftdjursart som beskrevs av Robinson och Menzies 1961. Munna spinifera ingår i släktet Munna och familjen Munnidae. Inga underarter finns listade i Catalogue of Life.